# HD 56207
HD 56207，又名BD-10 1945，SAO 152621、HR 2752，是一颗恒星，视星等为5.95，位于銀經225.11，銀緯0.5，其B1900.0坐标为赤經7h 10m 59.2s，赤緯-10° 0.5′ 30″。